# Mars 1849

## Événements
- 3 mars, France :
  - début d'une épidémie de choléra qui dure jusqu'en septembre et fait plus de seize mille morts;
  - les « burgraves » de la rue de Poitiers (conservateurs et monarchistes) constituent un Comité électoral qui regroupe 36 députés et 36 non-députés;
  - Victor Hugo fait partie du Comité électoral de la rue de Poitiers.

- 4 mars : le projet de constitution fédéraliste du parlement autrichien est renvoyé par le gouvernement Schwarzenberg et l’empereur et une constitution est « octroyée ». Tous les pays de la monarchie sont placés sur un pied d’égalité et réduits au rang de circonscriptions administratives. la Transylvanie devient une province de l’empire distincte de la Hongrie.
  - Le parlement hongrois, réfugié à Debrecen est dominé par les radicaux. Kossuth, ministre de la guerre, exerce une véritable dictature pour mener une lutte à outrance face au « parti de la paix ».

- 5 mars : début de la présidence Whig de Zachary Taylor aux États-Unis (fin en 1850).

- 7 mars :
  - Dissolution du parlement autrichien.
  - France : à Bourges, ouverture du procès des insurgés du 15 mai 1848.

- 10 mars :
  - Les représentants du Conseil national slovaque demandent à l’empereur que la Slovaquie soit séparée de la Hongrie et qu’elle soit autonome dans le cadre de l’Empire.
  - L’Assemblée de l’État du Missouri décide de se prévaloir de la « souveraineté populaire » pour le maintien de l’esclavage plutôt que de se conformer aux décisions du Congrès d’interdire l’esclavage en dessous de la ligne Mason-Dixon.

- 12 mars, Italie : devant la pression de la Chambre, Charles-Albert de Sardaigne ne tient pas compte des avis des militaires et dénonce l’armistice Salasco.

- 17 mars : Venise se soulève.

- 18 mars :
  - Milan se soulève à son tour.
  - Réduit à la misère, le sculpteur Antonin Moine se suicide.

- 19 mars : naissance de l'écrivain, homme de justice et politique ainsi que militaire Français Paul Cunisset-Carnot à Pouilly-en-Auxois

- 20 mars :
  - Le roi de Piémont-Sardaigne rompt l'armistice signé avec l'Autriche.
  - France : mort de Marie Dorval.

- 23 mars : défaite piémontaise de Novare.

- 24 mars : Charles-Albert demande un nouvel armistice, mais les conditions sont si dures qu’il abdique en faveur de son fils Victor-Emmanuel II, âgé de 29 ans, qui accepte l’armistice qui aboutit au traité de paix du 6 août. Les Autrichiens occupent une partie du Piémont et la Toscane.

- 28 mars :
  - promulgation de la Constitution de Francfort;
  - le parlement de Francfort offre la couronne impériale à Frédéric-Guillaume IV de Prusse qui la refuse. L’Autriche rappelle ses députés en avril, la Prusse en mai.

- 29 mars : Lord Dalhousie annexe le Pendjab au prix d’une sanglante répression. Il étend l’emprise britannique en prenant le contrôle de divers royaumes et soulève une profonde hostilité au sein de la noblesse et du peuple. Le souverain sikh est assigné à résidence et un Board of Governement est chargé de l’administration du Pendjab. Les innovations apportées et les restrictions imposées à la tradition sikh, ainsi qu’au commerce des esclaves, sont accueillies avec méfiance et un ressentiment croissant.

## Naissances
- 7 mars :
  - Luther Burbank (mort en 1926), horticulteur américain.
  - Albin Haller (mort en 1925), chimiste français.
- 9 mars : Robert Wiedemann Browning, peintre et critique d'art britannique († 8 juillet 1912).
- 13 mars : Périclès Pantazis, peintre et dessinateur grec († 25 janvier 1884).
- 18 mars : Joseph Grasset (mort en 1918), médecin français spécialiste des maladies nerveuses, à Montpellier.
- 19 mars : Paul Cunisset-Carnot, magistrat, homme politique et écrivain français († 1er juin 1919).
- 25 mars : Henri Van Dyck, peintre belge († 9 février 1934).
- 27 mars : Carlo Pollonera, peintre italien († 17 juin 1923).

## Décès
- 18 mars : Antonin-Marie Moine, sculpteur romantique français (° 1796).
- 23 mars : Andrés Manuel del Río (né en 1764), chimiste et géologue espagnol, découvreur du Vanadium.
- 24 mars : Johann Wolfgang Döbereiner (né en 1780), chimiste allemand.
- 28 mars : Stephan Ladislaus Endlicher, botaniste et linguiste autrichien (° 1804).